# Leprolochus oeiras
Leprolochus oeiras là một loài nhện trong họ Zodariidae.
Loài này thuộc chi Leprolochus. Leprolochus oeiras được Lise miêu tả năm 1994.